# EHF-Europapokal der Pokalsieger der Frauen 1978/79
Am Europapokal der Pokalsieger 1978/79 nahmen 15 Handball-Vereinsmannschaften aus 15 Ländern teil. Diese qualifizierten sich in der vorangegangenen Saison in ihren Heimatländern im Pokalwettbewerb für den Europapokal. Bei der 3. Austragung des Pokalsiegerwettbewerbs, konnte der TSC Berlin nach 1977 seinen zweiten Pokal gewinnen.

## 1. Runde
|                            | Gesamt |                                 | Hinspiel | Rückspiel |
| -------------------------- | ------ | ------------------------------- | -------- | --------- |
| TSC Berlin                 | 92:12  | Liceu M. Amália Vaz de Carvalho | 46:40    | 46:80     |
| AZS Wrocław                | 32:33  | VIF G. Dimitrow Sofia           | 18:16    | 14:17     |
| AIA Tranbjerg              | 38:15  | Hapoel Aschdod                  | 18:80    | 20:70     |
| Mora Swift Roermond        | 24:18  | TuS Metzingen                   | 15:70    | 09:11     |
| US Ivry HB                 | 30:54  | Družstevník Topoľníky           | 18:26    | 12:28     |
| Union Admira Landhaus Wien | 20:42  | RK Osijek                       | 09:20    | 11:22     |
| Ferencváros Budapest       | 46:23  | Skogn IL                        | 28:13    | 18:10     |

Durch ein Freilos zog Žalgiris Kaunas direkt in das Viertelfinale ein.

## Viertelfinale
|                       | Gesamt |                       | Hinspiel | Rückspiel |
| --------------------- | ------ | --------------------- | -------- | --------- |
| TSC Berlin            | 38:36  | VIF G. Dimitrow Sofia | 22:14    | 16:22     |
| Mora Swift Roermond   | 26:30  | AIA Tranbjerg         | 11:13    | 15:17     |
| Družstevník Topoľníky | 31:36  | Žalgiris Kaunas       | 15:18    | 16:18     |
| Ferencváros Budapest  | 31:27  | RK Osijek             | 17:90    | 14:18     |

## Halbfinale
|                 | Gesamt |                      | Hinspiel | Rückspiel |
| --------------- | ------ | -------------------- | -------- | --------- |
| TSC Berlin      | 45:21  | AIA Tranbjerg        | 27:12    | 18:90     |
| Žalgiris Kaunas | 30:33  | Ferencváros Budapest | 17:14    | 13:19     |

## Finale
Das Hinspiel fand am 22. April 1979 in der Berliner Werner-Seelenbinder-Halle und das Rückspiel am 29. April 1979 in der Budapester Körcsarnok statt.
|            | Gesamt |                      | Hinspiel | Rückspiel |
| ---------- | ------ | -------------------- | -------- | --------- |
| TSC Berlin | 40:30  | Ferencváros Budapest | 20:15    | 20:15     |

### Hinspiel
| TSC Berlin | TSC Berlin | Ferencváros Budapest | Ferencváros Budapest |
| | Hinspiel Sonntag, 22. April 1979 um 11.00 Uhr in Berlin (Werner-Seelenbinder-Halle) Ergebnis: 20:15 (6:7) Zuschauer: 2.500 Schiedsrichter: Jeziorny, Arciczewski ( Polen) |                      |                      |
| Renate Rudolph – Roswitha Krause, Kristina Richter, Evelyn Matz , Eveline Apler, Adelheid Zwillich, Monika Galle, Iris Träger, Gabriele Koch, Sabine Fritz Trainer: Kurt Lauckner | Mária Berzsenyi – Katalin, Rozália Lelkes, Vitencz, É. Rácz, Lengvári, Magdolna Oszvald, Tünde Nemere, Erzsébet Csajbók, Magdolna Csiha Trainer: Gyula Elek               |                      |                      |
| Krause (6) Richter (5) Apler (4) Matz (2) Koch (2) Fritz (1) | Oszvald (6) Katalin (2) Lelkes (2) Csajbók (2) Csiha (2) Nemere (1) |                      |                      |

### Rückspiel
| Ferencváros Budapest | Ferencváros Budapest | TSC Berlin | TSC Berlin |
| | Rückspiel Sonntag, 29. April 1979 um 15.00 Uhr in Budapest (Körcsarnok) Ergebnis: 15:20 (6:11) Zuschauer: 2.000 (ausverkauft) Schiedsrichter: Skinderis, Charbichwili ( Sowjetunion) |            |            |
| Mária Berzsenyi – Bertáné, Rozália Lelkes, Vitencz, Magdolna Oszvald, Tünde Nemere, Erzsébet Csajbók, Magdolna Csiha, Szalai Trainer: Gyula Elek | Renate Rudolph, Martina Horn – Sabine Fritz, Roswitha Krause, Kristina Richter, Eveline Apler, Evelyn Matz , Gabriele Koch, Monika Galle, Jenny Dau Trainer: Kurt Lauckner           |            |            |
| Lelkes (5/3) Oszvald (5/4) Csiha (3) Nemere (1) Csajbók (1)                                                                                      | Richter (7/2) Matz (6) Fritz (4) Krause (2) Apler (1) |            |            |
| – | 1 |            |            |